# Andābād-e Soflá
Andābād-e Soflá (persiska: اند آباد سفلى) är en ort i Iran.   Den ligger i provinsen Zanjan, i den nordvästra delen av landet, 300 km väster om huvudstaden Teheran. Andābād-e Soflá ligger 1 585 meter över havet och antalet invånare är 831.
Terrängen runt Andābād-e Soflá är huvudsakligen kuperad, men norrut är den platt. Runt Andābād-e Soflá är det ganska glesbefolkat, med 47 invånare per kvadratkilometer. Närmaste större samhälle är Gomeshābād, 16,9 km norr om Andābād-e Soflá. Trakten runt Andābād-e Soflá består i huvudsak av gräsmarker.